# Жан-Клод Галлюша
Жан-Клод Галлюша (фр. Jean-Claude Galluchat; 16 січня 1689, Ліон — 8 березня 1774, Париж) — французький чинбар, майстер паризьких кожевників XVIII століття. Син майстра з Ліона, родом із Жюжур'є (Айн), він прибув до Парижа приблизно в 1705 році, щоб навчитися ремеслу чинбаря. У 1710 році він одружився з Маргаріт Мерсьє, від якої мав сина Дені Клода (Париж, ? — 13 січня 1773), який перейняв спадщину свого батька в 1746 році, і доньку Маргеріт Анну, одружену з майстром ливарного виробництва, який спеціалізувався в литті інструментів.

## Досягнення
Йому ми завдячуємо перш за все відкриттям процесу дублення для пом'якшення шагрені, що складається з очищення шкіри за допомогою пісковика та пемзи, а також її фарбування. Він, безсумнівно, відкрив цей процес приблизно в 1748 році, тому що один з перших предметів, придбаних маркізою де Помпадур, був у цьому році.
Мадам де Помпадур здобула собі репутацію завдяки своїм замовленням, тому що вона дуже любила цей матеріал.
У 1755 році ім'я Galluchat було випадково спотворено на Galuchat з одним «L».
Дені Клод Галлюшат продовжив роботу свого батька на Quai de l'Horloge, в кінці Quai des Morfondus. У Парижі того періоду багато майстерень золотих і срібних майстрів було розташовано в районі Годинникової вежі Палацу, біля набережної Мегісьє, набережної Морфондус, що тягнеться до набережної Орлож.
Легенда, згідно з якою Жан-Клод Галлюша був призначений придворним майстром короля Людовика XV, є помилковою. Правда, з іншого боку, він користувався великими привілеями від короля і великою славою в місті Парижі. Але титул «королівський майстер» у Франції ніколи не давався. Єдине виключення — надання палітурникам титулу «королівський палітурник».